# Telmatoscopus decussatus
Telmatoscopus decussatus és una espècie d'insecte dípter pertanyent a la família dels psicòdids.

## Descripció
- Mascle: grandària moderada; ales d'1,72 mm de longitud i 0,62 d'amplada, molt tacades als extrems de la nervadura; occipuci arrodonit; sutura interocular feble i en forma de "V"; vèrtex molt curt (més curt que l'amplada del pont dels ulls); front amb una àrea triangular de pèls; fèmur i tíbia amb la mateixa llargària; coxes llargues i esveltes; edeagus petit i amb forma de "Y"; antenes d'1,01 mm de llargària.
- La femella no ha estat encara descrita.[3]

## Distribució geogràfica
Es troba a Nova Guinea.